# 曉茵邨
曉茵邨（英語：Hiu Yan Estate）位於九龍觀塘曉明街，是香港房屋委員會轄下的公共屋邨之一，目前仍在興建中。
屋邨由俊和建築承建，預計於2025年完工。

## 歷史
曉茵邨前身是曉明街遊樂場的一部分，因應香港對公共房屋的需求增加，於2014年通過改建為公屋，當時預計2016年動工，並於2021年入伙。
經歷工程延誤，2024年9月房委會才將樓宇定名為健茵樓及滿茵樓，並釐定租金。

## 屋邨資料

### 樓宇
| 樓宇名稱         | 樓宇類型                    | 落成年份 | 樓宇層數 | 每層伙數 | 單位總數（伙） | 建築師       | 總承建商 （地基承建商） | 提供升降機的廠商 |
| ---------------- | --------------------------- | -------- | -------- | -------- | -------------- | ------------ | ----------------------- | ---------------- |
| 健茵樓 （第1座） | 非標準設計大廈 （其他類型） | 2025年   | 41       | 14       | 551            | 房屋署建築師 | 俊和建築                | 三菱電機         |
| 滿茵樓 （第2座） | 非標準設計大廈 （其他類型） | 2025年   | 40       | 14       | 537            | 房屋署建築師 | 俊和建築                | 三菱電機         |

兩座住宅樓宇8至10樓不設12至14號單位，該等單位位置為空中花園。

### 設施
屋邨設有空中花園，位於兩座8至10樓之間；並且設有行人天橋系統連接兩座樓宇和曉光街。
屋邨設有安老院、幼兒中心、停車場等設施。居民可步行前往翠屏邨，或透過行人天橋及升降機連接系統前往曉麗苑和秀茂坪邨，三處地方均設有商場。此外，屋邨附近亦有翠屏道及中秀茂坪巴士總站。

## 鄰近地方
- 天主教佑華小學
- 中華基督教會蒙民偉書院
- 香港專業教育學院（觀塘）
- 金茂坪戲院（已拆卸）